# Франческо Мария II дела Ровере
Франческо Мария II дела Ровере (на италиански: Francesco Maria II della Rovere; * 20 февруари 1549, Пезаро, Херцогство Урбино; † 23 април 1631, Кастелдуранте, пак там) е последният херцог на Урбино от рода Дела Ровере (1574 – 1631), херцог на Сора, господар на Пезаро, Фосомброне, Сенигалия и Губио., ренесансов кондотиер.  

## Прозход
Той е син на Гуидобалдо II дела Ровере (* 1514, † 1574), херцог на Урбино и меценат, и на съпругата му, принцеса Витория Фарнезе (* 1521, † 1602) от Парма. По бащина линия е внук на Франческо Мария I дела Ровере, херцог на Урбино и племенник на папа Юлий II,  и на Елеонора Гонзага, а по майчина – на Пиер Луиджи II Фарнезе, херцог на Парма и Пиаченца, и на Джеролама Орсини. Има четири сестри:
- Изабела (* 1554, † 1619), княгиня на Бизиняно като съпруга на Николо Берардино Сансеверино, ;
- Лавиния Фелтрия (* 1558, † 1632), маркиза на Васто и княгиня на Франкавилакато съпруга на Алфонсо Феличе д’Авалос;
- Леонора дела Ровере (* 1552, † 1553);
- Беатриче дела Ровере († като малка)

Има и една полусестра от първия брак на баща си – Вирджиния Фелтрия, херцогиня на Камерино като съпруга на Федерико Боромео и херцогиня на Гравина като съпруга на Фердинандо Орсини.

## Биография
От 1565 до 1568 г. е възпитаван строго в двора на Филип II Испански. Там той среща испанка, за която желае да се ожени. Баща му не е съгласен и го кара да се върне обратно в Урбино. 
След като баща му се присъединява към Свещената лига срещу турците, в отговор на призива на папа Пий V към католическите принцове с добра воля в защита на Европа и Християнството от мюсюлманското нашествие, Франческо Мария II участва в битката при Лепанто през 1571 г., начело на над 2000 войници от Херцогство Урбино. Младият престолонаследник донася престиж на семейството, като се отличава храбро в конфликта, сражавайки се редом с дон Хуан Австрийски.
През 1574 г., след смъртта на баща си, той го наследява на трона. Отношенията между двамата винаги са били трудни и спорни. Франческо Мария II поставя началото на царуването си, като праща на съд главните министри на баща си, Антонио Стати и Пиетро Бонарели. Първият е осъден на смърт, а вторият избягва процеса и се укрива първо във Ферара при Алфонсо II д’Есте, а след това в Новелара при граф Камило Гонзага. Двамата са обвинени в заговор срещу живота му и в присвояване на активите на херцогството, но истинската цел на младия херцог е лошото управление на баща му, с намерението да въведе нов политически и икономически курс.
През 1580 г. той продава Херцогство Сора и Арче, исторически владения на семейството му, на Джакомо Бонкомпани, син на папа Григорий XIII, за 100 000 скуди, за да се справи с финансовите затруднения, пред които е изправено Херцогство Урбино, наследено от баща му. 
На 15 септември 1585 г. получава титлата „Най-светлейши“ от Филип II и на същия ден е обявен за рицар на Златното руно.
Именно заради икономическото възстановяване, осъществено от Франческо Мария II чрез мъдро управление и чрез избягване на обременяването на поданиците му с данъци, той е запомнен като най-обичаният и уважаван херцог от народа на херцогството.
Франческо Мария II се жени за пръв път през 1570 г. за Лукреция д’Есте, дъщеря на херцог Ерколе II д’Есте. През 1598 г. съпругата му  умира, без да остави наследници. Относно възможността за нов брак или, алтернативно, връщане на херцогството под папска власт, при липса на наследници след смъртта на последния херцог, херцогът се консултира специално със своите поданици, които откликват искрено и настояват 49-годишния суверен да се ожени повторно. 
На 26 април 1599 г. в Кастелдуранте той се жени за братовчедка си Ливия дела Ровере, 36 години по-млада от него, за да даде на херцогството наследник, който да предотврати изчезването на рода Дела Ровере и присъединяването му към Папската държава. На 16 май 1605 г. се ражда синът му Федерико Убалдо, който много млад поема юздите на херцогството (1621). Федерико Убалдо се жени за Клаудия де Медичи през 1621 г., давайки на Франческо Мария II внучка Витория, бъдеща велика херцогиня на Тоскана, последната пряка представителка на рода Дела Ровере и единствена наследница на неговото алодиално наследство.
Синът му умира внезапно на 29 юни 1623 г. на 18 г., оставяйки херцогството отново в ръцете на Франческо Мария II, който на 20 декември 1624 г. се примирява с прекратяването на рода и подписва предаването на всички феоди на дела Ровере на папа Урбан VIII, суверен на Папската държава. Това влиза в сила след смъртта му в любимата му резиденция в Кастелдуранте на 28 април 1631 г. на 82 г., където е погребан в Църквата на Разпятието.
Неговата внучка Витория дела Ровере, последната пряка и единствена наследница на рода дела Ровере, отнася голяма част от колекцията му от произведения на изкуството в галерията Уфици във Флоренция.

## Брак и потомство
∞ 26 април 1599 в Кастелдуранте за братовчедка си Ливия дела Ровере ( * 16 декември 1585, Пезаро, Херцогство Ферара; † 6 юли 1641, Кастелеоне ди Суаза, Папска държава), господарка на Рока Контрада, Кориналдо, Градара и Сан Лоренцо ин Кампо, дъщеря на Иполито дела Ровере, маркиз на Сан Лоренцо ин Кампо, и графиня Изабела Вители, от която има един син:
- Федерико Убалдо дела Ровере (* 16 май 1605, Пезаро; † 28 юни 1623, Урбино), ∞ 1621 за Клавдия де Медичи (* 1604, † 1648), от която има 1 дъщеря.